# 李洁 (乒乓球运动员)
李洁（1984年3月6日—）生于中国四川成都，是一名代表荷兰参赛的女子乒乓球运动员。她在6岁时开始练习乒乓球，16岁时，她由于在成都市乒乓球队表现并不突出而决定独自一人移居至荷兰参加比赛，后来成为荷兰乒乓球队的主力队员，并成功获得2008年北京奥运的参赛资格。
2017年，李洁在卡塔尔乒乓球公开赛首轮对阵日本选手佐藤瞳的比赛中共同刷新了乒乓球历史上的最长回合时间，该回合耗时10分13秒。